# Brévilly
Brévilly és un municipi francès situat al departament de les Ardenes i a la regió del Gran Est. L'any 2007 tenia 393 habitants.

## Demografia

### Població
El 2007 la població de fet de Brévilly era de 393 persones. Hi havia 144 famílies de les quals 32 eren unipersonals (8 homes vivint sols i 24 dones vivint soles), 32 parelles sense fills, 68 parelles amb fills i 12 famílies monoparentals amb fills.
La població ha evolucionat segons el següent gràfic:
Habitants censats

### Habitatges
El 2007 hi havia 159 habitatges, 145 eren l'habitatge principal de la família, 5 eren segones residències i 9 estaven desocupats. 155 eren cases i 2 eren apartaments. Dels 145 habitatges principals, 97 estaven ocupats pels seus propietaris, 44 estaven llogats i ocupats pels llogaters i 4 estaven cedits a títol gratuït; 1 tenia dues cambres, 8 en tenien tres, 51 en tenien quatre i 85 en tenien cinc o més. 118 habitatges disposaven pel capbaix d'una plaça de pàrquing. A 64 habitatges hi havia un automòbil i a 64 n'hi havia dos o més.

### Piràmide de població
La piràmide de població per edats i sexe el 2009 era:
| Homes | Edats   | Dones |
| ----- | ------- | ----- |
| 0     | 95 o +  | 0     |
| 0     | 90 a 94 | 4     |
| 0     | 85 a 89 | 8     |
| 0     | 80 a 84 | 0     |
| 0     | 75 a 79 | 8     |
| 8     | 70 a 74 | 8     |
| 8     | 65 a 69 | 12    |
| 20    | 60 a 64 | 20    |
| 4     | 55 a 59 | 0     |
| 8     | 50 a 54 | 12    |
| 0     | 45 a 49 | 4     |
| 20    | 40 a 44 | 4     |
| 16    | 35 a 39 | 20    |
| 12    | 30 a 34 | 16    |
| 4     | 25 a 29 | 8     |
| 8     | 20 a 24 | 12    |
| 16    | 15 a 19 | 8     |
| 12    | 10 a 14 | 12    |
| 8     | 5 a 9   | 8     |
| 8     | 0 a 4   | 0     |

## Economia
El 2007 la població en edat de treballar era de 247 persones, 176 eren actives i 71 eren inactives. De les 176 persones actives 147 estaven ocupades (84 homes i 63 dones) i 29 estaven aturades (18 homes i 11 dones). De les 71 persones inactives 9 estaven jubilades, 29 estaven estudiant i 33 estaven classificades com a «altres inactius».

### Ingressos
El 2009 a Brévilly hi havia 144 unitats fiscals que integraven 381 persones, la mediana anual d'ingressos fiscals per persona era de 15.246 €.

### Activitats econòmiques
Dels 9 establiments que hi havia el 2007, 1 era d'una empresa extractiva, 2 d'empreses de fabricació de material elèctric, 3 d'empreses de construcció, 1 d'una empresa de transport i 2 d'empreses de serveis.
Dels 3 establiments de servei als particulars que hi havia el 2009, 2 eren paletes i 1 fusteria.
L'any 2000 a Brévilly hi havia 5 explotacions agrícoles que ocupaven un total de 825 hectàrees.

## Equipaments sanitaris i escolars
El 2009 hi havia una escola elemental.

## Poblacions més properes
El següent diagrama mostra les poblacions més properes.